# Hemiergis talbingoensis
Espèce
Synonymes
- Hemiergis decresiensis talbingoensis Copland, 1946

Hemiergis talbingoensis est une espèce de sauriens de la famille des Scincidae.

## Répartition
Cette espèce est endémique d'Australie. Elle se rencontre dans le sud de la Nouvelle-Galles du Sud et au Victoria.

## Description
C'est un saurien vivipare.

## Publication originale
- Copland, 1946 : Geographic variation in the lizard Hemiergis decresiensis (Fitzinger). Proceedings of the Linnean Society of New South Wales, vol. 70, p. 62-92 (texte intégral).